# Ролле, Иоганн Генрих
Иоганн Генрих Ролле (нем. Johann Heinrich Rolle; 23 декабря 1716, Кведлинбург — 29 декабря 1785, Магдебург) — немецкий композитор и музыкальный педагог, директор музыки при Магдебургском университете.
Сын и ученик органиста и композитора Кристиана Фридриха Ролле, с 1722 г. работавшего в Магдебурге. С 1737 г. служил органистом в магдебургской церкви святого Петра, с 1740 г. играл на скрипке и альте в придворной капелле короля Пруссии Фридриха II, затем в 1746 г. вернулся в Магдебург как органист, в 1752 г. сменил своего отца на посту кантора городской гимназии, в дальнейшем фактически исполнял обязанного городского и университетского музикдиректора. Автор ораторий, кантат, мотетов и других церковных сочинений, выдержанных в целом в рамках барочной традиции.